# النضال الطبقي في فرنسا (1848 - 1850)

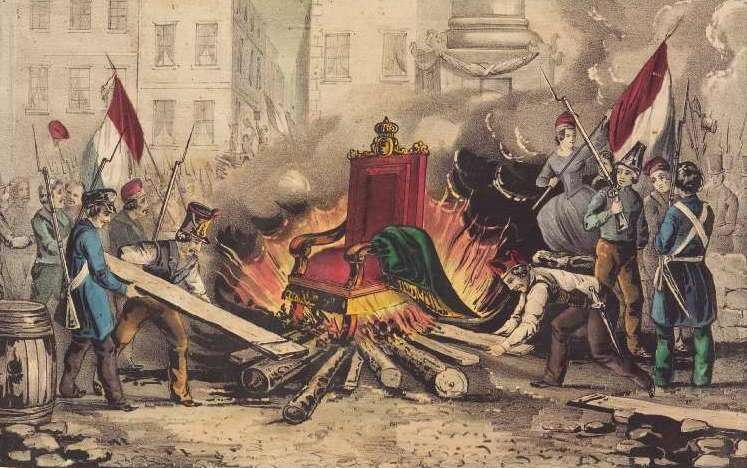
إحراق عرش الملك لويس فيليب أثناء الثورة الفرنسية عام 1848 ، باريس 25 فبراير 1848

النضال الطبقي في فرنسا (1848 - 1850) كان مجموعة من المقالات التي كتبها كارل ماركس في الجريدة الرينانية الجديدة في عام 1850. قام فريدريك إنجلز بجمعها ونشرها في عام 1895.

## محتويات المقالات
في هذه الأعمال يحلل ماركس القضايا الطبقية والعلاقات الاقتصادية التي دفعت إلى الأمام الاضطرابات الاجتماعية والسياسية التي وقعت في فرنسا في عام 1848. ويركز بشكل خاص على الحجة القائلة بأن الصراع ليس بين البروليتاريا والبرجوازية، ولكن بين مختلف الفصائل داخل البرجوازية. ويحدد على وجه التحديد الصراعات بين البرجوازية الصناعية التي تعتمد ثروتها ودخلها على إنتاج السلع وبيعها؛ والبورجوازية المالية، التي يعرفها على أنها مصرفيون ومضاربون في سوق الأوراق المالية.
ويحدد ماركس نظاما سياسيا يكون فيه الأفراد المسؤولون عن تطوير السياسة العامة واتجاه الأموال العامة هم نفس الأفراد الذين ستستفيد استثماراتهم من هذه القرارات. والنتيجة هي التلاعب في السياسة العامة من أجل إثراء الذات، مع إعطاء مثال لمشاريع السكك الحديدية الواسعة التي يجري تطويرها بأموال عامة بتوجيه من المشرعين الذين كانوا أيضا المستثمرين الرئيسيين في هذه المساعي.
غير أن ماركس يؤكد أنه في حين اعتبرت البرجوازية الصناعية أن هذا الوضع لا يطاق، فإنها لم تكن في وضع يسمح لها باتخاذ إجراء جدي ضدها. لا تزال البرجوازية الصناعية تحتل موقعا متميزا نسبيا في المجتمع والحكومة، وهذه الحقيقة، كما يقول ماركس، وضعتها في المعسكر الرئيسي أسوة بالبرجوازية المالية.
يحدد ماركس التغييرات التي مكنت الثورة في مجموعة من الأزمات المالية كانت لها آثار ضارة على الوضع الاقتصادي في فرنسا. على وجه التحديد، عدة مرات من فشل المحاصيل في 1845 و 46، ثم أزمة اقتصادية عامة اجتاحت انكلترا في أواخر 1840ات. شهدت هذه الأزمة موجة من الإفلاسات وإغلاق المصانع في جميع أنحاء بريطانيا، وقد حدثت ثورة فبراير أثناء وصول آثار تبعات الأزمة إلى القارة الأوروبية.
ويؤكد ماركس في هذه الأعمال أن إنجلترا، في ذلك الحين، كانت تحدد وجهة المجتمع البرجوازي وألقى باللوم على طبيعة الاختلالات التجارية التي كانت قائمة آنذاك. يرسم صورة تصدر فيها فرنسا معظم سلعها الاستهلاكية إلى إنجلترا، في حين تصدر إنجلترا معظمها السلع الاستهلاكية إلى الخارج. وبنفس الطريقة يفسر الأزمات التي تؤثر على انكلترا تؤثر بعد ذلك على القارة.
وبالتالي، يدعي أن الأزمة الاقتصادية العامة في إنجلترا أدت إلى أزمة اقتصادية عامة في فرنسا، وأن هذه الأزمة كانت السبب في ثورة فبراير 1848. وهذا يدفعه إلى إثبات لماذا لم تحدث مثل هذه الثورة في انكلترا ويعيد ذلك إلى أن إنجلترا كانت دولة أكثر صناعية. إن إنجلترا لا تحتاج إلى ثورة لأن الصناعيين يشكلون بالفعل قوة عظمى، اجتماعيا وسياسيا، مما مكنهم على مواجهة نفوذ المضاربة المالية مباشرة. غير أن فرنسا لا تزال أكثر ازدهارا في الزراعة، في حين أن الطبقة الصناعية، وإن كانت غنية وقوية في حد ذاتها، لا تتمتع بسلطة كافية للقيام بهذه المواجهة. وفي أعقاب الأزمات الاقتصادية المذكورة أعلاه، وجدت البورجوازية الصناعية نفسها مجبرة على الانضمام إلى الطبقات الزراعية ضد البرجوازية المالية. وهكذا، يخلص ماركس إلى أنه على الرغم من الطابع البروليتاري وشعارات الثورة، كانت البروليتاريا تستخدم في الغالب كدعامة، وبمجرد إنشاء الجمهورية الجديدة، أبعدت البروليتاريا من دوائر السلطة.
ويصف ماركس كيف أم استخدام البروليتاريا وسيلة لعرقلة البرجوازية المالية نيابة عن البرجوازية الصناعية أدت إلى جعل البورجوازية خائبة ومغتربة إلى حد دعم لويس بونابرت، وهو رجل يتحدث ماركس عنه باستخفاف. ويقول إن ضعف شخصية بونابرت كان محوريا لشعبيته لأن مختلف شرائح رعيته رأت فيه أمورا مختلفة، وبالتالي استطاع بناء قاعدة واسعة من الدعم بين المجموعات التي لم يكن لها، وفقا لماركس، الكثير من الغايات والمصالح المشتركة.
وأخيرا، يلخص ماركس من تحليله للاضطرابات السياسية في فرنسا والأزمات الاقتصادية التي نشأت أصلا في إنجلترا وانتشرت إلى القارة؛ ومن هذه التحليلات يبني الحجة القائلة بأن هذه الاضطرابات في فرنسا، التي بدا وكأنها تحول سياسي كبير في دولة واحدة، لم يكن سوى تغيير طفيف في البنية الفوقية لنظام اجتماعي واقتصادي ذي طابع متعدد الجنسيات.

## وصلات خارجية
- النص الكامل لكتاب النضال الطبقي في فرنسا (1848 - 1850) في موقع الحوار المتمدن.